# Anca Dragu
Anca Dragu (ur. 3 maja 1972) – rumuńska ekonomistka i urzędnik państwowy, w latach 2015–2017 minister finansów publicznych, senator, od 2020 do 2021 przewodnicząca Senatu, od 2023 prezes Narodowego Banku Mołdawii.

## Życiorys
Absolwentka Akademii Studiów Ekonomicznych w Bukareszcie (1996), specjalizowała się w zakresie finansów i bankowości. Kształciła się następnie na studiach podyplomowych m.in. na uczelniach amerykańskich. W 2010 doktoryzowała się na macierzystej uczelni, pracę doktorską poświęcając mechanizmom zapewniania stabilności finansowej na poziomie międzynarodowym.
W latach 1996–1999 i 2000–2001 pracowała jako ekonomistka w Narodowym Banku Rumunii, później do 2013 była zatrudniona na tożsamym stanowisku w regionalnym biurze Międzynarodowego Funduszu Walutowego w Bukareszcie. Została następnie analitykiem w ECFIN, dyrekcji generalnej Komisji Europejskiej ds. gospodarczych i finansowych.
W listopadzie 2015 w technicznym rządzie, na czele którego stanął Dacian Cioloș, objęła stanowisko ministra finansów publicznych. Została także rumuńskim przedstawicielem w Europejskim Banku Inwestycyjnym. Zakończyła urzędowanie na stanowisku ministra w styczniu 2017.
W późniejszym czasie dołączyła do partii PLUS założonej przez byłego premiera. W 2020 z ramienia koalicji USR-PLUS uzyskała mandat senatora. W grudniu tegoż roku została przewodniczącą wyższej izby rumuńskiego parlamentu. Została odwołana z tej funkcji w listopadzie 2021.
W grudniu 2023 objęła stanowisko prezesem Narodowego Banku Mołdawii.